# Аресес, Рамон
Рамо́н Аре́сес Родри́гес (исп. Ramón Areces Rodríguez; 15 сентября 1904, Ла-Мата — 30 июля 1989, Мадрид) — испанский предприниматель, основатель сети торговых центров El Corte Inglés.

## Биография
Родился в многодетной крестьянской семье Карлоса Аресеса и Хесусы Родригес. Вследствие сложной материальной ситуации в семье в 1920 году принял решение эмигрировать на Кубу вместе с братьями Мануэлем и Луисом к своему дяде Сесару Родригесу Гонсалесу. На Кубе братья получили работу в универсальном магазине El Encanto по протекции дяди, работавшего там управляющим. Спустя четыре года Рамон отправился вместе с дядей в поездку по США и Канаде, чтобы развить бизнес, изучить рынок и открыть представительства в этих странах. В 1928 году они вернулись на Кубу, где проживал до 1935 года.
Вернувшись в Испанию в 1935 году, Аресес обосновался в Мадриде и в декабре принял на себя управление швейным ателье, специализировавшимся на пошиве детской одежды. При финансовой поддержке дяди Сесара в 1940 году Аресес основал общество с ограниченной ответственностью El Corte Inglés, которое в 1952 году было преобразовано в акционерное общество. В своей компании Аресес использовал модель гаванского универмага El Encanto и англосаксонские модели крупных универсальных магазинов. В 1960-е годы магазины El Corte Inglés открылись в Барселоне, Севилье и Бильбао.
В 1973 году Рамона Аресеса разбил паралич, вынудивший его передвигаться в инвалидном кресле. Он передал бразды правления своему племяннику Исидоро Альваресу. Спустя три года был основан Фонд Рамона Аресеса, поставивший перед собой задачи развития научных и технических исследований, образования и культуры в Испании. В настоящее время фонд, возглавляемый Исидоро Альваресом, является мажоритарным акционером компании El Corte Inglés.